# Easyteam
 (février 2019).
 (février 2019).
Easyteam est une entreprise de services du numérique française, spécialisée dans la transformation numérique, le cloud et les services managés. Elle possède 5 agences à travers la France : Paris, Lille, Nantes, Toulouse et Lyon.

## Histoire

### Création
L'entreprise est créée en 2005 et ouvre ses deux premières agences à Lyon et Paris. Celle-ci se focalise en premier lieu  sur les solutions Oracle, avec de l’intégration Service Oriented Architecture (SOA) et du Business Process Management (BPM). En 2008, elle obtient son premier projet SOA ce qui lui permet en 2009, d’étendre son activité à l’infrastructure Oracle, les bases de données et les services managés.

### Développement
En 2010, Easyteam reprend l’activité formation en région et ouvre ses agences à Lille, Nantes, Lyon et Toulouse.
En 2011, l'entreprise développe une activité d'édition de logiciels en créant Easytrust LM.
Easyteam reprend l’activité Formation Application d’Oracle (ERP, CRM[Quoi ?] et SIRH) en 2013, ouvre son activité aux solutions Cloud , Infrastructure as a service  (IaaS) et Devops. 
L'entreprise acquiert en 2015 une filiale issue de l’activité logicielle et créer un centre de recherche et développement (R&D) à Sophia-Antipolis. 
En 2017, Easytrust est vendu à la maison mère d'Aspera et ouvre son activité de consulting et d'expertise aux grands éditeurs informatiques.